# Kovácsinas
A Kovácsinas (angolul: Prentice Alvin) Orson Scott Card amerikai író alternatív történelem/fantasyregénye. Ez Card Teremtő Alvin meséi könyvsorozatának harmadik könyve, és Alvin Millerről, egy hetedik fiú hetedik fiáról szól. A Kovácsinas 1990-ben elnyerte a legjobb fantasyregény Locus-díját, jelölték a Nebula-díjra a legjobb regényért 1989-ben, és a Hugo-díjra a legjobb regényért 1990-ben.

## Cselekmény
|  | Alább a cselekmény részletei következnek! |

Miután letelik az ideje Te-Kumsza indiai vezetőnél, aki megtanította Alvint az indiai emberek útjaira, a fiatal fiú elindul, hogy kovácsinasként dolgozni kezdjen abban a városban ahol született.
Ottléte alatt találkozik egy fiatal, fél fekete fiúval, Arthur Stuarttal, egy rabszolga és a rabszolgatartó fiával, akit a helyi vendégház tulajdonosai fogadtak örökbe.
Még egy új barát érkezik Miss Margaret Larner formájában, akiről később kiderül, hogy ő az a "fáklya", aki sok évvel ezelőtt segített Alvinnak megszületni, és akivel azóta is össze vannak kapcsolódva.
Alvin végül arra kényszerül, hogy segítsen Arthurnak menekülni a rabszolga hajtó elől, ami megköveteli tőle, hogy annyira megváltoztassa Arthur DNS-ét, hogy hajtók fortélyai, ne tudják beazonosítani szökevény fiút. Alvin készít egy élő, mágikus tulajdonságokkal rendelkező, arany ekét is, mint vizsgamunka, hogy felszabadítsa magát Smith (és egyben Teremtő) inasságából.
A történet azzal zárul, hogy Alvin és Arthur elhagyják a várost és visszatérnek Alvin nyugaton található otthonába.
|  | Itt a vége a cselekmény részletezésének! |

## Magyarul
- Kovácsinas; ford. Horváth Norbert; Bolt Kft., Bp., 2004 (Teremtő Alvin meséi)

## Külső hivatkozások
- A Kovácsinasról Card weboldaláról

## Fordítás
- Ez a szócikk részben vagy egészben  a   Prentice Alvin című angol Wikipédia-szócikk ezen változatának fordításán alapul.  Az eredeti cikk szerkesztőit annak laptörténete sorolja fel. Ez a jelzés csupán a megfogalmazás eredetét és a szerzői jogokat jelzi, nem szolgál a cikkben szereplő információk forrásmegjelöléseként.